# نعنای سیبری
لئنروس سیبیریکس (نام علمی: Leonurus sibiricus) نام یک گونه از تیره نعناعیان است.